# Seeker Lover Keeper
Le Seeker Lover Keeper sono un gruppo musicale australiano, formatosi nel 2010 e composto da Sarah Blasko, Sally Seltmann e Holly Throsby.

## Storia
Il primo album in studio eponimo delle Seeker Lover Keeper è stato pubblicato a giugno 2011 ed ha raggiunto la 3ª posizione della ARIA Albums Chart. È stato certificato disco di platino in madrepatria, dove è risultato il 38º album più venduto dell'anno. È stato promosso dal singolo Even Though I'm a Woman, arrivato in 80ª posizione nella ARIA Singles Chart, ed è stato candidato ad un ARIA Music Award nella categoria Miglior album alternative. Per la fine del 2011, il gruppo è entrato in pausa ed ogni membro è tornato alla propria carriera solista. Nel 2018 le tre si sono esibite per la prima volta insieme dopo sette anni ed hanno pubblicato il secondo disco Wild Seeds l'anno seguente. Si è piazzato alla 14ª posizione nella classifica australiana ed ha ricevuto una candidatura agli ARIA Music Awards nella categoria Miglior album contemporary.

## Discografia

### Album in studio
- 2011 – Seeker Lover Keeper
- 2019 – Wild Seeds

### Singoli
- 2011 – Light All My Lights
- 2011 – Even Though I'm a Woman
- 2011 – On My Own
- 2019 – Let It Out
- 2019 – Wild Seeds